# Consonante palatal
Las consonantes palatales son consonantes articuladas con el cuerpo de la lengua elevado contra el paladar duro (la parte media de la cavidad superior de la boca). Las consonantes articuladas con el ápice de la lengua curvada hacia atrás contra el paladar se llaman retroflejas.
Las consonantes palatalizadas son consonantes con otra articulación primaria que tienen como articulación secundaria la articulación palatal, es decir, estas consonantes se pronuncian además de con la obstrucción o estrechamiento en el punto de articulación primario se articulan con la elevación de la parte media de lengua hacia el paladar duro. Este tipo de articulación palatalizada es común en muchos fonemas de las lenguas eslavas y en muchas consonantes palato-alveolares de otras lenguas.
Las consonantes palatales que tienen signos específicos en el Alfabeto Fonético Internacional son:
| AFI | Descripción                 | Ejemplo  | Ejemplo    | Ejemplo   | Ejemplo                  |
| AFI | Descripción                 | Lengua   | Ortografía | AFI       | Significado              |
| --- | --------------------------- | -------- | ---------- | --------- | ------------------------ |
|     | Nasal palatal               | Español  | año        | [aɲo]     | 'Año'                    |
|     | Oclusiva palatal sorda      | Húngaro  | hattyú     | [hɒcːuː]  | 'cisne'                  |
|     | Oclusiva palatal sonora     | Margi    | ɟaɗí       | [ɟaɗí]    | 'chepa de una vaca'      |
|     | Fricativa palatal sorda     | Alemán   | nicht      | [nɪçt]    | 'no'                     |
|     | Fricativa palatal sonora    | Español  | rayo       | [raʝo]    | 'rayo'                   |
|     | Aproximante palatal         | Inglés   | yes        | [jɛs]     | 'sí'                     |
|     | Aproximante lateral palatal | italiano | gli        | [ʎi]      | 'los' (masculino plural) |
|     | Implosiva palatal sonora    | Suajili  | hujambo    | [huʄambo] | 'hola'                   |

## Advertencia sobre la transcripción
Cabe señalar que los signos del AFI <c, ɟ> se usan comúnmente no solo para consonantes palatales propiamente dichas, sino también para oclusivas velares palatalizadas como [kʲ, ɡʲ], para africadas palatales [c͡ç, ɟ͡ʝ] (la segunda de ellas aparece en la mayoría de dialectos del español en <yo> y <cónyuge>), para africadas alveopalatales [t͡ɕ, d͡ʑ], o incluso para africadas postalveolares [t͡ʃ, d͡ʒ] (la primera de ellas corresponde al español <ch>). Esta es una vieja tradición en el uso del AFI, especialmente en las transcripciones fonológicas más que en las fonéticas. Las consonantes palatales son relativamente infrecuentes en las lenguas del mundo, por eso cuando se examina una transcripción fonética es importante verificar si realmente se está usando para una oclusiva palatal auténtica o para alguna africada con rasgo [+ palatal].